# Salomon Marix
Salomon Marix (* 26. Mai 1805 in Zillisheim bei Mülhausen; † 27. März 1872 in Wiesbaden) war ein französisch-deutscher Tuchhändler, Marmorfabrikant und Brauereibesitzer.

## Herkunft und Familie
Salomon Marix kam am 26. Mai 1805 im französischen Zillisheim bei Mülhausen zur Welt. Sein Vater war der 1763 geborene Weinhändler Jacob Marix, seine Mutter die 1773 geborene Pauline Herschel, zuweilen auch Hirschel genannt. Das jüdische Ehepaar hatte insgesamt 13 Kinder, davon acht Mädchen und fünf Jungen. Salomon war das neunte Kind der beiden. Zwischen 1807 und 1811 verzog die Familie nach Besançon.
Salomon Marix betrieb dort ein Tuchgeschäft. Am 18. Juni 1831 heiratete er in Besançon Sara Picard. Die am 20. Mai 1815 in Metz geborene Braut, Tochter von Michel und Merlé Picard, war zum Zeitpunkt der Eheschließung noch nicht einmal 16 Jahre alt. Aus der Ehe gingen fünf Kinder hervor, drei Jungen und zwei Mädchen. Sohn Jules, geboren am 26. November 1832, und Tochter Marie Emma, geboren am 13. November 1840, kamen in Besançon zur Welt. Es folgten die Söhne Paul und Joseph Edmond sowie die Tochter Olga.

## Leben in Eltville
Im Laufe der 1840er-Jahre verließ die Familie Besançon. Zeitweilig lebte die Familie Marix in St. Petersburg und Moskau, später in Paris und Lyon. Um 1850 übersiedelten sie nach Eltville. Dort erwarb Salomon Marix in den folgenden Jahren insgesamt 91 Morgen Land, diverse Häuser und schließlich die Königsklinger Aue, jene im Rhein zwischen Eltville und Heidesheim gelegene Insel, auf der er ein Herrenhaus „im Stil der Krimvillen“ errichten ließ, das daher im Volksmund als „Krimschlösschen“ bezeichnet wurde.
Nach der Hochzeit von Marix’ Tochter Olga mit dem russischen Großfürsten Serebriany lebte das Ehepaar in dem Herrenhaus auf der Aue, weshalb die Insel von den Einwohnern Eltvilles kurzerhand „Olga-Insel“ genannt wurde. Nach dem Tod Salomon Marix’ im Jahr 1872 ging die Aue in den Besitz seiner Tochter Olga über, die bis 1888 die Eigentümerin der Insel blieb, dort aber – nach der Trennung von ihrem Mann – nicht mehr lebte.
Sowohl auf der Aue als auch in seiner Eltviller Villa, zu der außerdem ein nahegelegenes Gästehaus gehörte, bewirtete Salomon Marix regelmäßig illustre Besucher aus dem In- und Ausland, für deren Unterhaltung er sich manches einfallen ließ. Dazu gehörten zum Beispiel Rheinfahrten in speziell ausstaffierten Kähnen, die wie Gondeln aussahen und von kostümierten „Matrosen“ gesteuert wurden. Hinzu kamen große, extravagante Gartenfeste mit Illumination und Böllerschüssen, was Marix einmal Ärger mit dem Eltviller Bürgermeister einbrachte. Der wollte Marix im Sommer 1853 wegen nächtlicher Ruhestörung mit einer Strafe von sechs Gulden belegen. Doch Marix verweigerte die Zahlung, weil die Böllerschüsse, die der Bürgermeister beklagte, nicht in Eltville, sondern auf der Aue abgefeuert worden waren. Die, so führte Marix aus, gehöre zum Gebiet der Gemeinde Heidesheim, weshalb der Eltviller Bürgermeister kein Recht habe, ihn wegen der Böllerei zu belangen. Das liege allein in der Kompetenz seines Heidesheimer Kollegen, der sich mit der Aktion jedoch einverstanden erklärt habe.

## Garten-, Pflanzen- und Rosenfreund
Marix war aber nicht nur ein kluger Geschäftsmann mit guten Kontakten zu verschiedenen Vertretern deutscher Adelshäuser, sondern darüber hinaus auch ein großer Pflanzen- und ein ganz besonderer Rosenfreund. Im Park seiner Eltviller Villa soll es verschiedene Treibhäuser mit Aufenthaltsräumen gegeben haben, außerdem chinesische Pavillons, eine Orangerie, unterirdische Gänge, in denen Champignons gezüchtet wurden, einen Weiher mit Seerosen sowie einen Ginkgobaum. Marix scheute keine Kosten, wenn es um den Erwerb oder die Pflege seltener oder ihm wichtiger Blumen und Pflanzen ging. Im Jahr 1873 wurde sogar eine Rose auf den Namen seiner Tochter getauft. Die „Olga Marix“-Rose wird als „mittelgroß, gefüllt, fleischfarbig weiß“ beschrieben.

## Geschäftliches Engagement
Im Jahr 1870 erwarb Salomon Marix in Wiesbaden eine Bierbrauerei. Dabei handelte es sich um die 1862 an der Landstraße zwischen Wiesbaden und Sonnenberg errichtete und im Januar 1863 in Betrieb genommene Wiesbadener Aktien-Bierbrauerei. Doch trotz der in jener Zeit in Wiesbaden steigenden Nachfrage nach Bier gelang es der Brauerei nicht, ihr Produkt am Markt zu etablieren. So richtig in Schwung kam der Betrieb erst, nachdem Marix das Unternehmen gekauft und technisch auf den neuesten Stand gebracht hatte.
Als Marix sich 1870 entschloss, die Wiesbadener Aktien-Bierbrauerei zu übernehmen, bedeutete das auch eine Erweiterung seines bisherigen Produktportfolios. Dazu gehörte seit den 1860er-Jahren die Bearbeitung des weltweit bekannten und genutzten Lahnmarmors. Ende 1864 erwarb Marix in Villmar an der Lahn mehrere Grundstücke in der Nähe der örtlichen Steinbrüche, um dort das erste mit Wasserkraft betriebene Unternehmen zur Marmorbearbeitung zu errichten. Ende 1865 schien er jedoch das Interesse an der Ver- und Bearbeitung von Marmor verloren zu haben, weshalb er die eben gegründeten „Nassauischen Marmorwerke“ seinem Schwiegersohn, dem 1820 in Vic-sur-Seille/Moselle geborenen Joseph Jules Levy Luville verkaufte, der mit Marix’ Tochter Marie Emma verheiratet war.
Außer für Marmor interessierte sich Salomon Marix auch noch für Wein. Im Rheingau galt er als einer der Hauptproduzenten von Johannisberger Riesling-Weinen. Unter anderem gehörte ihm der Weinberg rund um das heutige Schloss Hansenberg, den er hatte anlegen lassen, nachdem er Haus und Grundstück im Jahr 1861 erworben hatte. Zehn Jahre später, 1871, ließ Marix’ Sohn Jules das Gebäude, das 1824 von dem Wiesbadener Pädagogen Johannes de Laspée errichtet worden war, im französischen Stil aus- und umbauen. Fortan wurde das Gebäude als Schloss Johannisburg bezeichnet. Erst 1873, nach dem Verkauf der Immobilie an den Weinhändler Ludwig Bauer, erhielt sie die Bezeichnung Schloss Hansenberg.

## Aktivitäten in Wiesbaden
Bereits seit den 1860er-Jahren hatte Marix geschäftliche Verbindungen nach Wiesbaden. In jener Zeit stand der bereits Mitte der 1850er-Jahre projektierte Um- und Ausbau der Stadt auf der Agenda der nassauischen Regierung. Dazu gehörte auch die Umgestaltung des Schützenhofplatzes, der nach der Vorstellung des Architekten und nassauischen Baubeamten Georg Christian Carl Boos und des von ihm erarbeiteten „Generalplans über das Bauwesen in der Stadt Wiesbaden“ zu einem Marktplatz umgestaltet werden sollte. Baurat Richard Goerz lehnte die Idee jedoch ab, weil dieses Vorhaben nicht genügend Gewinn für den Staat abwarf, dem das Schützenhof-Areal gehörte. Stattdessen schlug er vor, das Gelände zu einem möglichst hohen Preis zu verkaufen. Zu einem der ersten Bieter gehörte der Bankier und Gesellschafter der Wiesbadener Aktien-Bierbrauereigesellschaft Marcus Berlé. Doch dessen Offerte fiel nach Ansicht der Regierung zu niedrig aus.
Wesentlich interessanter dagegen erschien das Angebot Marix’. Der wollte insgesamt 155 000 Gulden für das Schützenhof-Areal bezahlen, davon 55 000 Gulden sofort. Allerdings unter der Prämisse, dass die Entscheidung, ob die Regierung das Angebot annahm oder ablehnte, binnen fünf Tagen gefällt wurde. Da es keine Offerten gab, die das von Marix vorgelegte Angebot überstiegen, genehmigte der Herzog den Verkauf am 28. Januar 1864. Daraufhin veranlasste Marix den Abriss des Schützenhofs, um dort zwischen 1865 und 1869 „eine völlig neue Anlage“ errichten zu lassen. Dazu gehörte unter anderem der Bau einer Fahrstraße in Richtung Michelsberg.
Auch im Zusammenhang mit anderen Baumaßnahmen machte sich Marix als „Bauunternehmer“ einen Namen in Wiesbaden. So stellte er einen Teil des Schützenhof-Areals – nämlich jenen am Michelsberg, Ecke Schulberg – für den Bau einer neuen Synagoge am Michelsberg zur Verfügung. Des Weiteren legte er, in seiner Eigenschaft als Gründer der Wiesbadener Baugesellschaft auf Aktien, Pläne zur Umgestaltung der Straßenanlagen und Häuser rund um die Marktkirche vor, die aber nicht realisiert wurden, weil sich der Gemeinderat im Juni 1863 dagegen aussprach.

## Marix-Brauerei
Salomon Marix war demnach in Wiesbaden alles andere als ein Unbekannter, als er 1870 die Brauerei an der Sonnenberger Straße erwarb und 1871 in das nahe der Brauerei gelegene Haus Sonnenberger Straße 37 zog.
Die fortan von ihm und seinen ebenfalls in der Sonnenberger Straße 37 ansässigen Söhnen Paul und Jules betriebene und von Direktor Andreas Urban geleitete Brauerei nannte sich schlicht Marix-Brauerei. „Der ,Stoff‘“, vornehmlich dunkles, nach bayerischer Tradition gebrautes Bier sowie helles Lager, „den damals die Marix-Brauerei zum Ausstoß brachte“, sei köstlich gewesen, hieß es in einem Bericht über das Unternehmen. Binnen kürzester Zeit entwickelte sich die Brauerei, in die die Familie Marix kräftig investiert hatte, um technisch auf dem neuesten Stand zu sein, zur größten Wiesbadener Brauerei. 1872 galt sie sogar als bedeutendste Brauerei Süd-Nassaus und „zugleich als diejenige, bei welcher der Betrieb am sichersten und am praktischsten geleitet wurde“.
Trotz des enormen Erfolgs, den das Unternehmen binnen weniger Jahre verzeichnen konnte, veräußerte die Familie Marix die Brauerei bereits im darauffolgenden Jahr. Schon im Juli 1872, wenige Monate nachdem Salomon Marix am 27. März 1872 in seiner Wahlheimat Wiesbaden verstorben war, scheint der Flaschenbiervertrieb aus dem Unternehmen herausgelöst und Direktor Urban übertragen worden zu sein, der die Brauerei schließlich 1873 käuflich erwarb. Die Firma Marix-Brauerei war vermutlich zum Jahresende 1873 erloschen und wurde daher gemäß Verfügung vom 31. Januar 1874 am 3. Februar 1874 aus dem Wiesbadener Handelsregister gelöscht. Etwa um diese Zeit verließen auch Paul und Jules Marix die Stadt Wiesbaden, in der sich ihr Vater über Jahre hinweg in vielerlei Hinsicht engagiert hatte.
Salomon Marix’ Leichnam sollte – auf Wunsch des Verstorbenen oder seiner Familie – nach Besançon überführt werden. In Wiesbaden wollte Salomon Marix offensichtlich nicht begraben werden, obwohl dort – auf dem alten jüdischen Friedhof an der Schönen Aussicht – bereits sein Sohn Joseph Edmond ruhte, der sich, im Alter von 18 Jahren, in der Nacht vom 15. auf den 16. August 1868 durch die Einnahme von Gift das Leben genommen hatte.